# مارتن كاو
مارتن كاو هو سائق سباق صيني، ولد في 17 فبراير 1993 في تشانغشا في الصين.

## وصلات خارجية
- مارتن كاو على موقع DriverDB.com (الإنجليزية)